# Uzi Hitman
Uzi Hitman (Guivat Shmuel, 9 de junio de 1952 - Ramat Gan, 17 de octubre de 2004) fue un cantautor, compositor de canciones infantiles y actor televisivo israelí de gran éxito y popularidad. Varios de sus temas se transformaron en himnos de la música de Israel y sus programas televisivos para niños marcaron fuertemente a varias generaciones.
Nació en Giv'at Shmuel aunque residió durante toda su vida en Ramat Gan. Hijo de sobrevivientes del Holocausto, recibió una educación pluralista laico-religiosa, hecho que tendrá gran influencia en su producción posterior. A los 11 años comenzó a tocar la guitarra y al poco tiempo dominaba también el piano.
Sus mayores éxitos los cosechó hacia las décadas de 1980 y 1990, con interpretaciones litúrgicas como Adón Olam ("Señor del Universo"), su programa educativo para chicos Parpar Nejmad ("Tierna Mariposa"), y su canción Can ("Aquí"), interpretada por Orna y Moshe Datz, galardonada con el tercer premio en el Festival Eurovisión de 1991.
En 1977, durante las negociaciones de paz con Egipto, nació su primogénito Idó; en Israel se vivía la impresión de estar en el umbral de la paz en Oriente Medio. Fue en esta época cuando escribió una de sus obras cumbres: Noladeti laShalom ("Nací para la paz"), tema que dedicó al presidente de Egipto, Anwar Sadat, durante su visita a Israel del mismo año. En él, Hitman describe su anhelo de criar a su hijo en paz.